# Пап Малік Діоп
Папа Малік Діоп (фр. Papa Malick Diop, нар. 29 грудня 1974) — сенегальський футболіст, що грав на позиції захисника.
Виступав за національну збірну Сенегалу.

## Клубна кар'єра
У дорослому футболі дебютував 1994 року виступами за команду клубу «Жанна д'Арк», в якій провів три сезони.
Згодом з 1997 по 2000 рік грав у складі команд клубів «Аль-Наср» (Ер-Ріяд) (в оренді), «Жанна д'Арк», «Страсбур», «Норвіч Сіті» (в оренді) та «Страсбур».
Своєю грою за останню команду привернув увагу представників тренерського штабу клубу «Ксамакс», до складу якого приєднався 2000 року. Відіграв за команду з Невшателя наступні два сезони своєї ігрової кар'єри.
2002 року уклав контракт з клубом «Лор'ян», у складі якого провів наступні три роки своєї кар'єри гравця. Більшість часу, проведеного у складі «Лор'яна», був основним гравцем захисту команди.
Протягом 2005—2006 років захищав кольори команди клубу «Генгам».
2006 року перейшов до клубу «Мец», за який відіграв два сезони. Граючи у складі «Меца» також здебільшого виходив на поле в основному складі команди. Завершив кар'єру футболіста виступами за команду «Мец» у 2008 році.

## Виступи за збірну
1998 року дебютував в офіційних матчах у складі національної збірної Сенегалу. Протягом кар'єри у національній команді, яка тривала 7 років, провів у формі головної команди країни 56 матчів.
У складі збірної був учасником Кубка африканських націй 2000 року в Гані та Нігерії, чемпіонату світу 2002 року в Японії та Південній Кореї, Кубка африканських націй 2002 року в Малі, де разом з командою здобув «срібло», Кубка африканських націй 2004 року в Тунісі.

## Досягнення
- Володар Кубка Франції (1):

«Лор'ян»: 2001-02